# Comuna Tropoclo, Tatarbunar
Tropoclo (în ucraineană Трапівка, transliterat: Trapivka) este o comună în raionul Tatarbunar, regiunea Odesa, Ucraina, formată din satele Sărata-Mică, Sulița și Tropoclo (reședința).

## Demografie
Componența lingvistică a comunei Tropoclo
     Ucraineană (92,42%)
     Rusă (4,42%)
     Română (1,27%)
     Alte limbi (1,58%)
Conform recensământului din 2001, majoritatea populației comunei Tropoclo era vorbitoare de ucraineană (92,42%), existând în minoritate și vorbitori de rusă (4,42%) și română (1,27%).